# Athlétique sport aixois

Logo de l'A.S.A.

Pour les articles homonymes, voir ASA.
L'Athlétique Sport Aixois, ayant pour sigle A.S.A, est un club d'athlétisme pluridisciplinaire présent à Aix-les-Bains en France dans le département de la Savoie. Il est principalement orienté sur le cross et le demi-fond. Le club fut créé en 1947 grâce à l'initiative d'un coureur de longues distances, Johannès Pallière.

## Équipement et infrastructures
Le club a été créé le 28 août 1947 par Johannès Pallière qui l'a présidé jusqu'en 1973. Le club dispose d'une piste de 333m à l'hippodrome d'Aix-les-Bains mais l'essentiel de son activité se déroule au stade Jacques-Forestier. En plus des entraînements, de nombreuses compétitions y ont lieu avec la venue de grands clubs français. Depuis 1999, le stade est pourvu d'une piste Mondo. L'Athlétique Sport Aixois s'entraîne également, suivant les disciplines et les saisons, à l'hippodrome, sur le parcours de golf, à sa salle de musculation et dans les gymnases aixois.

## Célèbres athlètes licenciés au club
- Robert Bogey (° 1935) - Coureur de demi-fond, il fut quatre fois Champion de France sur piste sur 5 000 et 10 000 mètres puis une fois Champion de France de Cross-country.
- Guy Husson (° 1931) - Athlète français spécialiste du lancer du marteau, licencié à l'AS Aix-les-Bains de 1965 à 1983. Il a été Champion de France du marteau à 15 reprises consécutives de 1954 et 1968.
- Paul Arpin (° 1960) - Athlète français spécialiste de courses de fond, licencié à l'AS Aix-les-Bains jusqu'en 1990, puis de 1993 à 1995. Il fut de nombreuses fois champion de France de sa discipline ainsi que champion d'Europe.
- Pierre-Alexis Pessonneaux (° 1987) - Champion d'Europe du relais 4 × 100 mètres en 2010, Pessonneaux est à la fois rival et coéquipier de Lemaitre (voir supra)
- Christophe Lemaitre (° 1990) - Grand espoir du sprint français. Il est notamment champion du monde junior du 200 m, champion d'Europe junior et recordman d'Europe junior du 100 m (10 s 04), champion de France du 60 m en salle et recordman de France espoir en 6 s 55, champion d'Europe des 100, 200 et 4 × 100 m.